# Anela
Anela település Olaszországban, Szardínia régióban, Sassari megyében. Lakosainak száma 567 fő (2023. január 1.). Anela Bono, Nughedu San Nicolò és Bultei községekkel határos.

## Népesség
A település népességének változása:
| Lakosok száma | 645  | 630  | 567  |
|               | 2017 | 2018 | 2023 |